# Liste des chansons jugées inappropriées par Clear Channel Communications à la suite des attentats du 11 septembre 2001
La liste des chansons jugées inappropriées par Clear Channel Communications à la suite des attentats du 11 septembre 2001 est un document distribué par Clear Channel Communications aux quelque 1 200 stations de radio détenues par la compagnie, peu après les attentats du 11 septembre 2001, présentant un grand nombre de chansons aux paroles jugées douteuses.

## Historique
Peu de temps après les attentats, de nombreuses stations de radio et de chaînes télévisées bouleversent leurs grilles de programmes. Une rumeur se répand selon laquelle Clear Channel et ses filiales ont établi une liste de « chansons aux paroles douteuses » que les chaînes et stations ne devraient plus diffuser depuis ces attentats. La liste fut rendue publique par la lettre d'information Hits Daily Double, qui n'a aucun lien avec Clear Channel.
Clear Channel nie l'existence d'une telle liste lors d'une conférence de presse pour Radio Ink, bien que la compagnie avait déjà admis l'avoir distribuée. Le site Snopes consacré aux légendes urbaines conclut que la liste existe bien, mais qu'il s'agit en fait d'une recommandation adressée aux stations radio, et non d'une interdiction totale de diffuser ces chansons. Un article du Washington Post de 2021 réaffirme que l'existence réelle de la liste n'est pas vérifiée, les témoignages des anciens employés de Clear Channel n'étant pas concordants. Il apparaît cependant que la liste était à l'origine une discussion email entre employés de Clear Channel, discussion qui a pris de l'ampleur avec l'option de transfert d'email (en). Cependant, sa diffusion publique l'a rendu légitime et en a fait une référence pour les professionnels du secteur. Une semaine après le début de sa diffusion, Clear Channel a publié un communiqué de presse affirmant que cette liste n'a aucune autorité et rappelant que le Premier amendement de la Constitution complique la possibilité d'établir une telle liste. D'autres comme Jeffrey Melnick (professeur et auteur de 9/11 Culture) défendent que Clear Channel, derrière l'histoire d'un email devenu involontairement viral, souhaitait rééllement diffuser cette liste pour reprendre une forme de contrôle sur les programmes après le Telecommunications Act de 1996.
La liste a des conséquences irréparables pour certains groupes comme Drowning Pool qui commence à peine à devenir célèbre avec son morceau Bodies qui figure sur la liste. La liste est publiée alors que System of a Down vient tout juste de sortir Toxicity et POD sort son album Satellite le jour des attaques.
L'idée d'éviter les contenus culturels faisant référence à des chutes ou crash d'avions ou de corps humains a été spontanément appliquée dès le lendemain des attaques. L'existence pas complètement vérifiée de cette liste est symptomatique de l'hystérie que provoqua les attaques, à une époque ou les informations vraies ou fausses circulaient librement via les forwards groupés d'email.

## Liste
La liste contient 165 chansons, dont toutes celles de Rage Against the Machine, ainsi que différentes versions d'une même chanson interprétée par plusieurs artistes (comme Knockin' on Heaven's Door de Bob Dylan, la reprise des Guns N' Roses étant également présente dans la liste). Dans certains cas en revanche, seules certaines versions sont présentes dans la liste, comme la reprise de la chanson Smooth Criminal par le groupe Alien Ant Farm, alors que l'originale de Michael Jackson n'y figure pas ; a contrario la chanson Last Kiss de J. Frank Wilson y figure, alors que la reprise par Pearl Jam y est quant à elle absente.
La liste ne contient pas de morceau de hip-hop ou de country, peu de chansons chantées par des femmes, et beaucoup de chansons de metal et nu metal. Les chansons contenant les mots sky, die et suicide semblent systématiquement ciblées.
| Artiste                                        | Titre de la chanson                                       |
| ---------------------------------------------- | --------------------------------------------------------- |
| 3 Doors Down                                   | Duck and Run                                              |
| 311                                            | Down                                                      |
| AC/DC                                          | Dirty Deeds Done Dirt Cheap                               |
| AC/DC                                          | Hells Bells                                               |
| AC/DC                                          | Highway to Hell                                           |
| AC/DC                                          | Safe in New York City                                     |
| AC/DC                                          | Shoot to Thrill                                           |
| AC/DC                                          | Shot Down in Flames                                       |
| AC/DC                                          | T.N.T.                                                    |
| The Ad Libs                                    | The Boy from New York City                                |
| Afro Celt Sound System featuring Peter Gabriel | When You're Falling                                       |
| Alice in Chains                                | Down in a Hole                                            |
| Alice in Chains                                | Rooster                                                   |
| Alice in Chains                                | Sea of Sorrow                                             |
| Alice in Chains                                | Them Bones                                                |
| Alien Ant Farm                                 | Slick Thief/smooth criminal                               |
| The Animals                                    | We Gotta Get out of This Place                            |
| Louis Armstrong                                | What a Wonderful World                                    |
| The Bangles                                    | Walk Like an Egyptian                                     |
| Barenaked Ladies                               | Falling for the First Time                                |
| Fontella Bass                                  | Rescue Me                                                 |
| Beastie Boys                                   | Sabotage                                                  |
| Beastie Boys                                   | Sure Shot                                                 |
| The Beatles                                    | A Day in the Life                                         |
| The Beatles                                    | Lucy in the Sky with Diamonds                             |
| The Beatles                                    | Ob-La-Di, Ob-La-Da                                        |
| The Beatles                                    | Ticket to Ride                                            |
| Pat Benatar                                    | Hit Me with Your Best Shot                                |
| Pat Benatar                                    | Love Is a Battlefield                                     |
| Black Sabbath                                  | Sabbath Bloody Sabbath                                    |
| Black Sabbath                                  | War Pigs                                                  |
| Blood, Sweat and Tears                         | And When I Die                                            |
| Blue Öyster Cult                               | Burnin' for You                                           |
| Boston                                         | Smokin'                                                   |
| David Bowie et Mick Jagger                     | Dancing in the Street                                     |
| Arthur Brown                                   | Fire                                                      |
| Jackson Browne                                 | Doctor My Eyes                                            |
| Buddy Holly and the Crickets                   | That'll Be the Day                                        |
| Bush                                           | The People That We Love                                   |
| The Chi-Lites                                  | Have You Seen Her                                         |
| Petula Clark                                   | A Sign of the Times                                       |
| The Clash                                      | Rock the Casbah                                           |
| Phil Collins                                   | In the Air Tonight                                        |
| Sam Cooke                                      | Wonderful World                                           |
| Creedence Clearwater Revival                   | Travelin' Band                                            |
| The Cult                                       | Fire Woman                                                |
| Bobby Darin                                    | Mack the Knife                                            |
| The Dave Clark Five                            | Bits and Pieces                                           |
| Dave Matthews Band                             | Crash into Me                                             |
| Skeeter Davis                                  | The End of the World                                      |
| Neil Diamond                                   | America                                                   |
| Dio                                            | Holy Diver                                                |
| The Doors                                      | The End                                                   |
| The Drifters                                   | On Broadway                                               |
| Drowning Pool                                  | Bodies                                                    |
| Bob Dylan                                      | Knockin' on Heaven's Door                                 |
| Everclear                                      | Santa Monica                                              |
| Shelley Fabares                                | Johnny Angel                                              |
| Filter                                         | Hey Man, Nice Shot                                        |
| Foo Fighters                                   | Learn to Fly                                              |
| Fuel                                           | Bad Day                                                   |
| The Gap Band                                   | You Dropped a Bomb on Me                                  |
| Godsmack                                       | Bad Religion                                              |
| Green Day                                      | Brain Stew                                                |
| Norman Greenbaum                               | Spirit in the Sky                                         |
| Guns N' Roses                                  | Knockin' on Heaven's Door                                 |
| The Happenings                                 | See You in September                                      |
| The Jimi Hendrix Experience                    | Hey Joe                                                   |
| Herman's Hermits                               | Wonderful World                                           |
| The Hollies                                    | He Ain't Heavy, He's My Brother                           |
| Jan and Dean                                   | Dead Man's Curve                                          |
| Billy Joel                                     | Only the Good Die Young                                   |
| Elton John                                     | Bennie and the Jets                                       |
| Elton John                                     | Daniel                                                    |
| Elton John                                     | Rocket Man                                                |
| Johnny Maestro & The Brooklyn Bridge           | The Worst That Could Happen                               |
| Judas Priest                                   | Some Heads Are Gonna Roll                                 |
| Kansas                                         | Dust in the Wind                                          |
| Carole King                                    | I Feel the Earth Move                                     |
| Korn                                           | Falling Away from Me                                      |
| Lenny Kravitz                                  | Fly Away                                                  |
| Led Zeppelin                                   | Stairway to Heaven                                        |
| John Lennon                                    | Imagine                                                   |
| Jerry Lee Lewis                                | Great Balls of Fire                                       |
| Limp Bizkit                                    | Break Stuff                                               |
| Local H                                        | Bound for the Floor                                       |
| Los Bravos                                     | Black Is Black                                            |
| Lynyrd Skynyrd                                 | Tuesday's Gone                                            |
| Martha and the Vandellas                       | Nowhere to Run                                            |
| Martha and the Vandellas                       | Dancing in the Street                                     |
| Paul McCartney & Wings                         | Live and Let Die                                          |
| MC Hammer                                      | Have You Seen Her                                         |
| Barry McGuire                                  | Eve of Destruction                                        |
| Don McLean                                     | American Pie                                              |
| Megadeth                                       | Dread and the Fugitive Mind                               |
| Megadeth                                       | Sweating Bullets                                          |
| John Mellencamp                                | Crumblin' Down                                            |
| John Mellencamp                                | Paper in Fire                                             |
| Metallica                                      | Enter Sandman                                             |
| Metallica                                      | Fade to Black                                             |
| Metallica                                      | Harvester of Sorrow                                       |
| Metallica                                      | Seek and Destroy                                          |
| Mitch Ryder & the Detroit Wheels               | Devil with a Blue Dress On                                |
| Alanis Morissette                              | Ironic                                                    |
| Mudvayne                                       | Death Blooms                                              |
| Ricky Nelson                                   | Travelin' Man                                             |
| Nena                                           | 99 Luftballons                                            |
| Nine Inch Nails                                | Head Like a Hole                                          |
| Oingo Boingo                                   | Dead Man's Party                                          |
| Ozzy Osbourne                                  | Suicide Solution                                          |
| Paper Lace                                     | The Night Chicago Died                                    |
| John Parr                                      | St. Elmo's Fire (Man in Motion)                           |
| Peter and Gordon                               | I Go to Pieces                                            |
| Peter and Gordon                               | A World Without Love                                      |
| Peter, Paul and Mary                           | Blowin' in the Wind                                       |
| Peter, Paul and Mary                           | Leaving on a Jet Plane                                    |
| Tom Petty                                      | Free Fallin'                                              |
| Pink Floyd                                     | Mother                                                    |
| Pink Floyd                                     | Run Like Hell                                             |
| POD                                            | Boom                                                      |
| Elvis Presley                                  | (You're the) Devil in Disguise                            |
| The Pretenders                                 | My City Was Gone                                          |
| Queen                                          | Another One Bites the Dust                                |
| Queen                                          | Killer Queen                                              |
| Rage Against the Machine                       | Toutes les chansons de Rage Against the Machine           |
| Red Hot Chili Peppers                          | Aeroplane                                                 |
| Red Hot Chili Peppers                          | Under the Bridge                                          |
| R.E.M.                                         | It's the End of the World as We Know It (And I Feel Fine) |
| The Rolling Stones                             | Ruby Tuesday                                              |
| Saliva                                         | Click Click Boom                                          |
| Santana                                        | Evil Ways                                                 |
| Savage Garden                                  | Crash and Burn (en)                                       |
| Simon and Garfunkel                            | Bridge Over Troubled Water                                |
| Frank Sinatra                                  | New York, New York                                        |
| Slipknot                                       | Left Behind                                               |
| Slipknot                                       | Wait and Bleed                                            |
| The Smashing Pumpkins                          | Bullet with Butterfly Wings                               |
| Soundgarden                                    | Black Hole Sun                                            |
| Soundgarden                                    | Blow Up the Outside World                                 |
| Soundgarden                                    | Fell on Black Days                                        |
| Bruce Springsteen                              | I'm Goin' Down                                            |
| Bruce Springsteen                              | I'm on Fire                                               |
| Bruce Springsteen                              | War                                                       |
| Edwin Starr                                    | War                                                       |
| Steam                                          | Na Na Hey Hey Kiss Him Goodbye                            |
| Steve Miller Band                              | Jet Airliner                                              |
| Cat Stevens                                    | Morning Has Broken                                        |
| Cat Stevens                                    | Peace Train                                               |
| Stone Temple Pilots                            | Big Bang Baby                                             |
| Stone Temple Pilots                            | Dead & Bloated                                            |
| Sugar Ray                                      | Fly                                                       |
| The Surfaris                                   | Wipe Out                                                  |
| System of a Down                               | Chop Suey!                                                |
| Talking Heads                                  | Burning Down the House                                    |
| James Taylor                                   | Fire and Rain                                             |
| Temple of the Dog                              | Say Hello 2 Heaven                                        |
| Third Eye Blind                                | Jumper                                                    |
| The Three Degrees                              | When Will I See You Again                                 |
| Tool                                           | Intolerance                                               |
| The Trammps                                    | Disco Inferno                                             |
| U2                                             | Sunday Bloody Sunday                                      |
| Van Halen                                      | Jump                                                      |
| Van Halen                                      | Dancing in the Street                                     |
| J. Frank Wilson                                | Last Kiss                                                 |
| The Youngbloods                                | Get Together                                              |
| Zager and Evans                                | In the Year 2525                                          |
| The Zombies                                    | She's Not There                                           |